# Villa Roletti
Villa Roletti es una histórica residencia de la ciudad piamontesa de San Giorgio Canavese en Italia, destacada por su estilo arquitectónico art nouveau.

## Historia
La residencia fue construida y proyectada en 1914 como residencia personal por Antonio Roletti, el cual deseaba hacer de ella un escaparate de sus cualidades de diseñador.

## Descripción
El edificio se compone de un cuerpo principal de tres pisos más subsuelo caracterizado por ventanas tripartitas, dobles o de tipo tradicional y por una torreta angular que termina con una logia.
El conjunto decorativo del edificio es constituido por secuencias de margaritas en relieve, marcos arqueados y patrones geométricos y fitomorfos.

## Enlaces externons
- Esta obra contiene una traducción  derivada de «Villa Roletti» de Wikipedia en italiano, publicada por sus editores bajo la Licencia de documentación libre de GNU y la Licencia Creative Commons Atribución-CompartirIgual 4.0 Internacional.
- Wikimedia Commons alberga una categoría multimedia sobre Villa Roletti.

- Datos: Q98834191
- Multimedia: Villa Roletti / Q98834191